# KeBlack
KeBlack, de son vrai nom Cédric Matéta Nkomi, né le 30 janvier 1992 à Creil, dans l'Oise, est un chanteur, rappeur et acteur franco-congolais. Il est connu pour son single Bazardée qui a été certifié single de diamant. Le 27 janvier 2017 sort son premier projet, Premier étage, propulsé par le single Bazardée, l'album sera certifié disque d'or.
En avril 2025, il compte 3 disques d'or et 1 disque de platine. Il compte également 9 singles d'or, 6 singles de diamant et 3 singles de platine.

## Biographie

### Enfance et débuts
Keblack naît le 30 janvier 1992 à Creil dans l’Oise, de nationalité franco-congolaise, il commence à s'intéresser à la musique dès l'âge de 15 ans. Son entourage contribue fortement à son éducation musicale, son grand frère étant également rappeur. Keblack fut aussi influencé par le groupe MGS, issu de son quartier.

### Carrière

#### Débuts
Son premier succès date de 2014, avec le titre Tout va bien, sur une reprise au piano d'un titre de John Legend, qui cumule les vues jusqu'à pousser l'artiste à commercialiser le morceau en single.

#### Signature chez Bomayé Musik etPremier Étage(2015-2017)
Repéré par Youssoupha et son label Bomayé Musik, signé chez Universal, Keblack passe un cap médiatique lorsqu'en plein Euro 2016, Paul Pogba et Patrice Evra se filment en train de danser sur le morceau J'ai déconné. Amené à faire le tour des télés pour parler de ce phénomène, Keblack voit son titre débarquer en tête des charts.
Il est connu pour son single Bazardée qui a été certifié single de diamant. Le 27 janvier 2017 sort son premier projet, Premier étage, propulsé par le single Bazardée, l'album sera certifié disque d'or.

#### La traversée du desert (2019-2022)
Découvert avec J'ai déconné, Keblack s'impose rapidement grâce à son premier album, Premier Étage, certifié disque de platine. Cependant, ses projets suivants, Contrôle (2021) et Ma Lady (2022), ne rencontrent pas le même succès, le plongeant dans une phase de doute.
Lors d'une interview dans l'émission Le Code par Apple Music avec Mehdi Maïzi, il évoque cette période difficile :

« Je me disais que ma période était passée. Après 2019, il y a eu cette traversée du désert. Je me demandais si c'était la fin. Je refusais que ça se termine comme ça. C’est la période la plus dure pour un artiste. »

Il reconnaît également ses erreurs :

« En concert, je chantais des vieux titres… Je n’étais plus à la mode. Certains rejettent la faute sur les autres, mais c’est de ma responsabilité. Je ne me renouvelais pas. »

Keblack choisit de se réinventer, explore de nouvelles influences et travaille sans relâche:

« J’ai continué à bosser. C’est la plus belle chose qui me soit arrivée. J’ai même écouté de la country… Je ne voulais pas avoir de regrets »

#### Laremontada(depuis 2024)

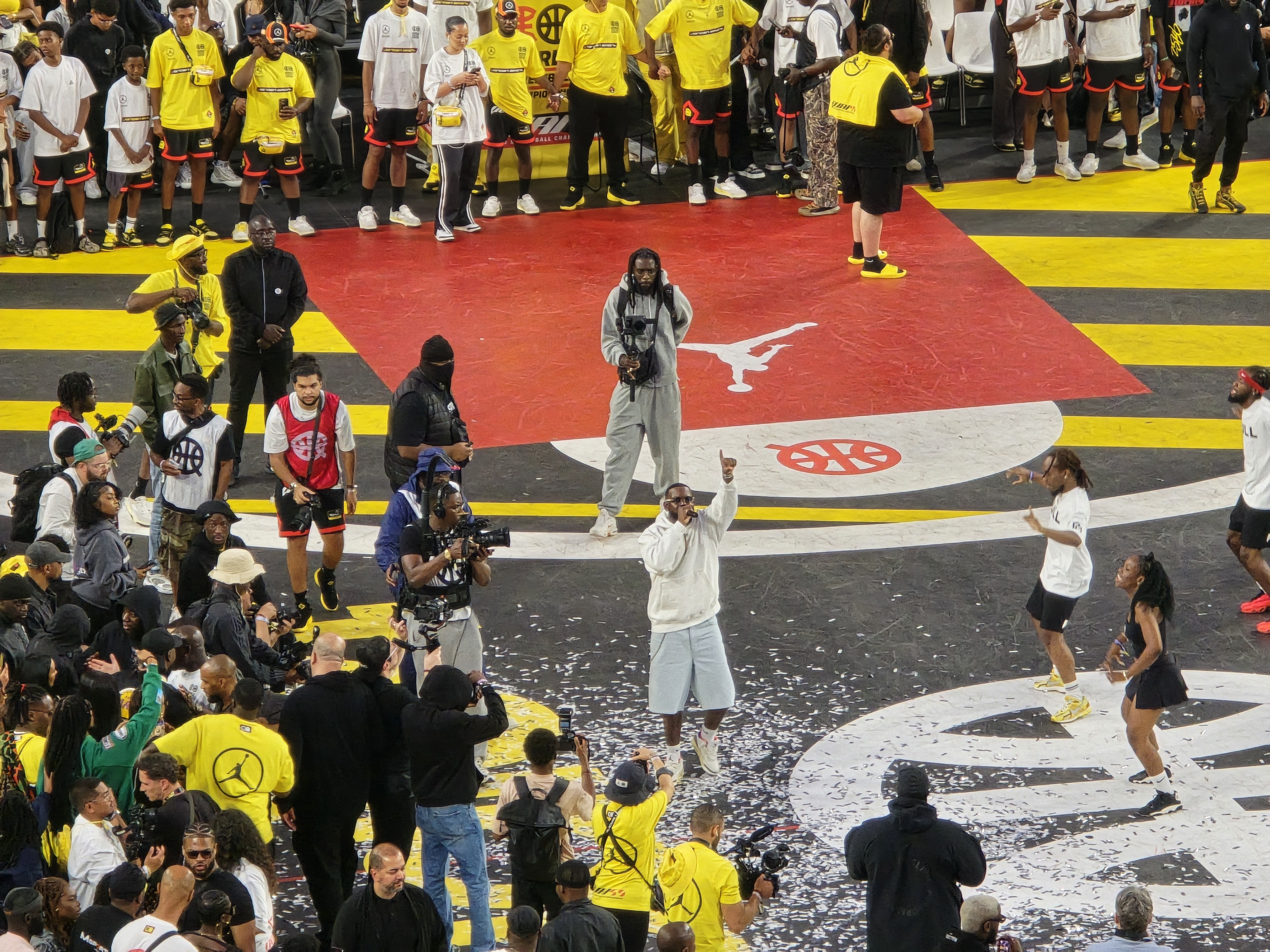
KeBlack au Quai 54 2025.

En 2024, KeBlack sort plusieurs hits certifiés incluant Laisse-moi, Aucune attache, Boucan avec Franglish, et Bababa, marquant son retour dans le top du classement SNEP. En fin d'année 2024, il sort son 4eme album, Focus,. En mars 2025, trois mois après sa sortie, l'album est certifié disque d'or.
En février 2025, il sort un autre hit, Mood, une ballade nostalgique sur l’amour et la rupture, produit par Sam Heaven, qui rencontre son succès le plus rapide en devenant single d'or seulement 1 mois après sa sortie,.

### Vie privée
En septembre 2022, KeBlack se marie avec Kamelia Kalia. 

## Discographie

### Singles
- 2015 : Tout va bien
- 2015 : On est pareil
- 2015 : Par milliers
- 2015 : Love
- 2015 : À la base
- 2015 : Évadé
- 2016 : J'ai déconné Diamant
- 2016 : T'es à moi
- 2016 : Bazardée Diamant
- 2017 : Premier étage Or
- 2017 : Bercé par la street
- 2017 : Elle fait que m'té-ma Or
- 2017 : L'histoire d'une guitare (feat. Youssoupha)
- 2017 : Walou (feat. Niska)
- 2017 : Tantine
- 2017 : Rattraper le temps
- 2017 : Vendeurs de rêve
- 2018 : Salamalek
- 2018 : À ta santé
- 2018 : Complètement sonné Diamant
- 2018 : Menteuse Or
- 2018 : On rigolait
- 2018 : Voyou
- 2018 : Sans nouvelle
- 2019 : Ne m'en veux pas Or
- 2019 : Tchop Or
- 2020 : Je fais ma vie (feat. Ninho)
- 2021 : Encore envie de toi
- 2021 : Billets mauves
- 2021 : Billets mauves Remix (feat. Joé Dwèt Filé)
- 2021 : Shake It
- 2021 : Problèmes
- 2021 : Pas permis (feat. Dadju)[15]

- 2023 : Laisse-moi Diamant
- 2024 : Aucune attache Diamant
- 2024 : Boucan (feat. Franglish) Diamant
- 2024 : Bababa
- 2025 : Mood Diamant
- 2025 : Melrose Place (feat. Guy2Bezbar) Diamant

### Collaborations
- 2016 : DJ Kayz feat. KeBlack et Naza - Com'dab sur l'album DJ Kayz
- 2016 : DJ Erise feat. Mister You et KeBlack - En altitude sur l'album Rizer  Or
- 2016 : Fababy feat. Naza et KeBlack - Physio
- 2016 : GLK feat. KeBlack - C'est elle sur la mixtape Murder
- 2016 : BMYE ft Naza, KeBlack, Youssoupha, Jaymax VI, Hiro, DJ Myst - On est équipé (remix)
- 2016 : Naza feat. KeBlack - Fais ta mala sur l'EP Tout pour la street
- 2016 : Naza feat. Niska, KeBlack et DJ Mike One - Lové sur l'EP Tout pour la street
- 2016 : Ayna, KeBlack et Dry - J'attends mon heure sur la bande originale du film La Pièce : Les derniers seront les premiers
- 2016 : Maître Gims feat. Alonzo, Gradur, KeBlack et Awa Imani - Sapés comme jamais Remix
- 2017 : Abou Debeing feat. KeBlack - Étoile filante sur l'album Debeinguerie
- 2017 : Barack Adama feat. KeBlack et Naza - Personne pour rattraper l'autre sur la mixtape La Propagande Saison 1
- 2017 : Mac Tyer feat. KeBlack - Fais-les danser sur l'album Banger 3
- 2017 : BMYE ft. Naza, KeBlack, Youssoupha, Jaymax VI, Hiro, Dj Myst - La danse du matin
- 2017 : DJ Erise feat. KeBlack - Jamais sur l'album Rizer
- 2017 : Kalash Criminel feat. KeBlack - Mélanger sur la mixtape Oyoki
- 2017 : DJ Hamida feat. Naza et KeBlack - On coffre sur l'album À la mix party 2017
- 2017 : Fally Ipupa feat. Naza et KeBlack - Mannequin sur l'album Tokooos
- 2017 : Aya Nakamura feat. KeBlack - Orphelin sur l'album Journal intime
- 2017 : Naza feat. KeBlack - Pas demain sur l'album Incroyable
- 2017 : Dadju feat. KeBlack et Fally Ipupa - Trouvez-la moi sur l'album Gentleman 2.0  Platine
- 2018 : 4Keus feat. KeBlack, Naza et Dry - Mignon garçon sur l'album La vie continue
- 2018 : Naza feat. KeBlack - Ancien combattant sur l'album C'est la loi
- 2018 : Elams feat. KeBlack - Jungle sur l'album Ce que l'on vit
- 2018 : KeBlack feat. Soolking - Mi Corazon sur l'album Game Over
- 2019 : Franglish feat. KeBlack - Plus rien sur l'album Monsieur
- 2019 : Eva feat. KeBlack et Naza - Kitoko sur l'album Queen  Platine
- 2019 : Ghetto Phénomène feat. KeBlack - Laisse tomber sur l'album Money Time
- 2019 : T-Stone feat. KeBlack - Olala
- 2020 : Naza feat. KeBlack - C'est comme ça sur l'album Gros bébé

- 2024 : Heuss l'Enfoiré feat. KeBlack - Shayo sur l'album La Vie de Roni
- 2024 : Naza feat. KeBlack - Piano sur l'album Nazaland
- 2025 : Gims feat. KeBlack - Touché  Or
- 2025 : L2B feat. D2, KeBlack, Genezio - C'est quoi ton délire
- 2025 : Nej' feat. KeBlack - La Var